# Axiothella serrata
Axiothella serrata är en ringmaskart som beskrevs av Kudenov och Read 1977. Axiothella serrata ingår i släktet Axiothella och familjen Maldanidae.
Artens utbredningsområde är havet kring Nya Zeeland. Inga underarter finns listade i Catalogue of Life.